# 정 강공
정 강공(鄭 康公, ? ~ ?, 재위 기원전 395년 ~ 기원전 375년)은 중국 전국 시대 정나라의 제23대, 마지막 임금이다. 휘는 을(乙)이다. 정 유공의 아우다.

## 사적
기원전 394년, 2년 전에 피살된 재상 사자양의 무리가 정 수공을 시해하고 임금으로 세웠다.
재위 기간 내내 한나라에 눌려, 정 강공 2년(기원전 393년), 부서 땅을 잃었고, 정 강공 11년(기원전 384년)에는 양성을 한나라에 빼앗겼다.
정 강공 15년(기원전 380년)에는 한나라를 패퇴시켰으나, 정 강공 21년(기원전 375년) 결국 한나라에 멸망당했다.